# Gau-Bischofsheim
Gau-Bischofsheim è un comune di 1.912 abitanti della Renania-Palatinato, in Germania.
Appartiene al circondario (Landkreis) di Magonza-Bingen (targa MZ) ed è parte della comunità amministrativa (Verbandsgemeinde) di Bodenheim.